# مناسک ارمنی

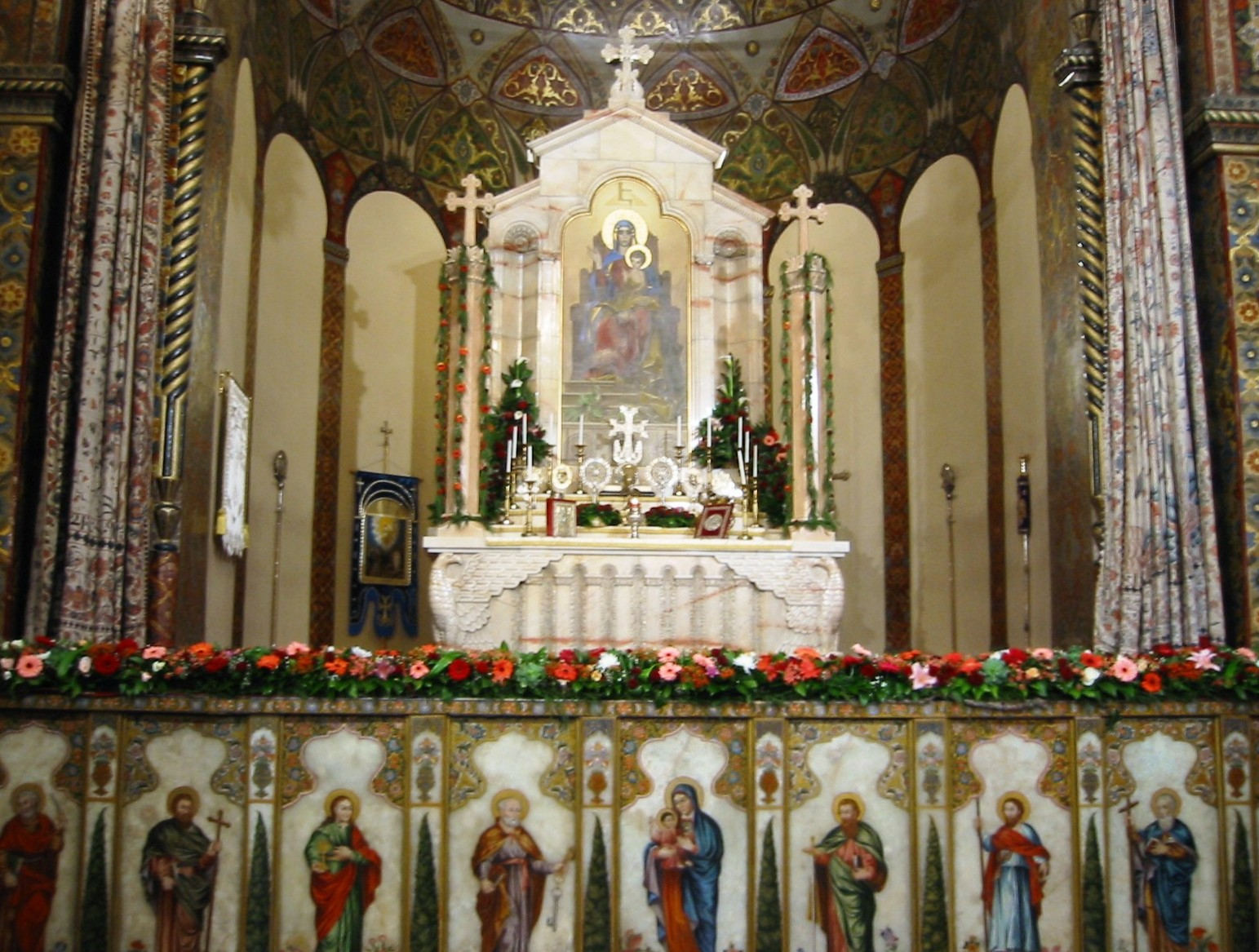
The Armenian curtained main altar of Holy Etchmiadzin

مناسک ارمنی (ارمنی: Հայկական պատարագ) یک نیایش‎‌سرایی مستقلی است که توسط هر دو کلیساهای کلیسای حواری ارمنی و کلیسای کاتولیک ارمنی مورد استفاده قرار می‌گیرد. 